# Macclesfield, North Carolina
Macclesfield är en ort i Edgecombe County i delstaten North Carolina, USA.